# Jürgen Radau
Jürgen Radau (* 2. Oktober 1947) ist ein ehemaliger deutscher Fußballspieler.

## Karriere
Radau spielte bis 1969 beim Wuppertaler SV, bevor er zwei Jahre für Eintracht Gelsenkirchen spielte. In seiner ersten Saison gelang der Aufstieg in die Regionalliga. Dort wurde in der Saison 1970/71 der fünfte Tabellenplatz in der Weststaffel belegt. Radau wechselte für ein Jahr zum ESV Ingolstadt, bevor er beim Karlsruher SC anheuerte. Beim KSC erlebte er seine erfolgreichste Zeit als Fußballer. In seinem zweiten Jahr gelang ihm die Qualifikation für die neu geschaffene 2. Bundesliga. Radau war unter Trainer Carl-Heinz Rühl absoluter Stammspieler, er bestritt 37 der 38 Ligaspiele, nur Torhüter Rudolf Wimmer und Torjäger Bernd Hoffmann bestritten mehr Spiele. Die Saison war ein voller Erfolg, der KSC wurde mit zwei Punkten Vorsprung Meister der Südstaffel und stieg so in die Bundesliga auf. in den nächsten beiden Jahren absolvierte er 17 Spiele in der Bundesliga. Dann ereilte den KSC als Tabellensechzehnter der Abstieg.